# Le fils à Jo
Le fils à Jo è un film del 2011 diretto da Philippe Guillard.

## Trama
Erede di una famiglia composta da leggenda del rugby, Jo Canavaro cresce da solo il figlio tredicenne Tom in un piccolo villaggio nella regione francese del Tarn. Per trasformare anche il figlio in un campione di rugby, l'uomo è disposto a tutto, anche a creare una squadra di rugby contro la volontà dell'intero villaggio e dello stesso Tom.

## Produzione

### Riprese
Il film è stato girato in gran parte nel Tarn, dipartimento d'origine di Vincent Moscato (« Pompon »), ex giocatore dell'Union athlétique gaillacoise. Le scene degli allenamenti di rugby si sono svolte a Salvagnac, a 18 km da Gaillac.